# روكا ماسيما
روكا ماسيما (بالإيطالية: Rocca Massima) هي كومونا (بلدية) في مقاطعة لاتينا في إقليم لاتسيو في دولة ايطاليا، وتقع على بعد حوالي 40 كيلومتر (25 ميل) جنوب شرق العاصمة روما وحوالي 25 كيلومتر (16 ميل) شمال مدينة لاتينا، في منطقة مونتي ليبيني.